# Оксид нептуния(V)
Оксид нептуния(V) — бинарное неорганическое соединение
нептуния и кислорода
с формулой Np2O5,
тёмно-коричневые кристаллы,
не растворяется в воде.

## Получение
- Раствор перхлората нептуния(V) в хлорной кислоте выливают на расплавленный перхлорат лития. Затем через расплав пропускают озон. Побочные продукты реакции вымывают водой.

- Разложение гидрата оксида нептуния(VI) при нагревании:

{\displaystyle {\mathsf {2NpO_{3}\cdot H_{2}O\ {\xrightarrow {300^{o}C}}\ Np_{2}O_{5}+2H_{2}O+O_{2}}}}

## Физические свойства
Оксид нептуния(V) образует тёмно-коричневые кристаллы
моноклинной сингонии,
пространственная группа P 21/a,
параметры ячейки a = 0,4183 нм, b = 0,6584 нм, c = 0,4086 нм, β = 90,32°, Z = 1.
Есть данные о других параметрах ячейки:
пространственная группа P 21/a,
параметры ячейки a = 0,8168 нм, b = 0,6584 нм, c = 0,9313 нм, β = 116,09°, Z = 4
.
Не растворяется в воде.